# Andryala integrifolia
La lanutella comune (nome scientifico Andryala_integrifolia L., 1753) è una specie di pianta angiosperma dicotiledone della famiglia delle Asteraceae.

## Etimologia
L'etimologia del genere (Andryala) è dubbia (sembra che derivi dal greco [= errore umano], ma Linneo non ha spiegato il perché di questo nome). L'epiteto specifico (integrifolia) significa che le foglie sono intere, con bordi non tagliati (in realtà le foglie di questa specie possono essere anche dentate).

Il binomio scientifico della pianta di questa voce è stato proposto da Carl von Linné (1707 – 1778) biologo e scrittore svedese, considerato il padre della moderna classificazione scientifica degli organismi viventi, nella pubblicazione "Species Plantarum - 2:808" del 1753.

## Descrizione

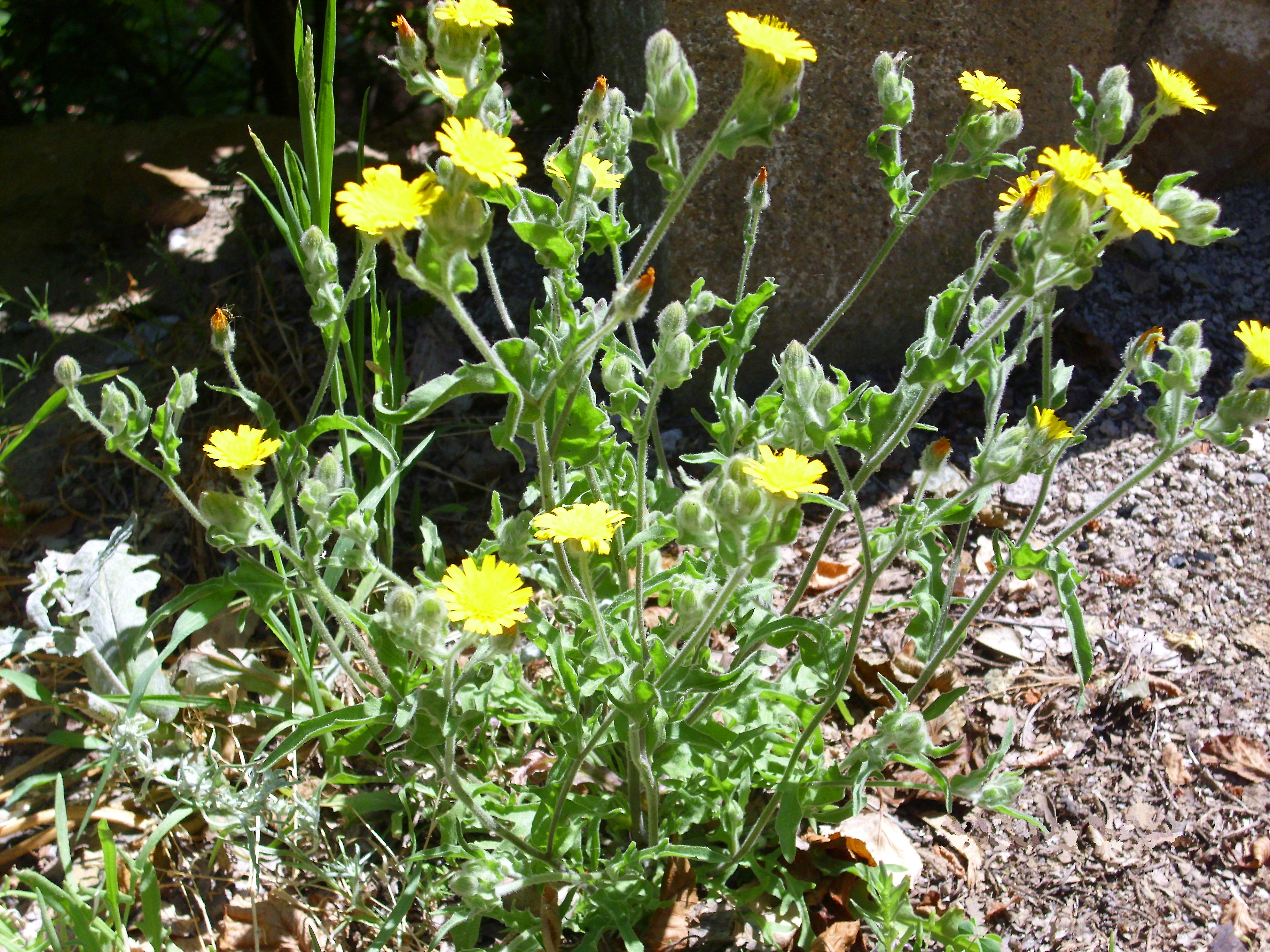
Il portamento

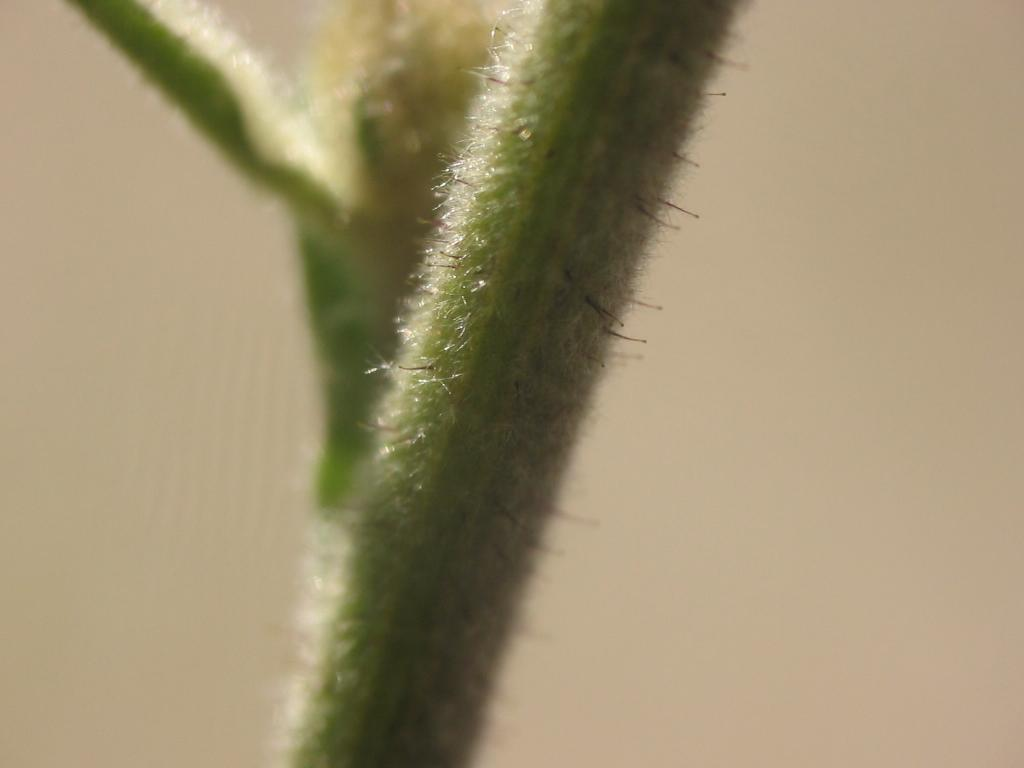
Il fusto

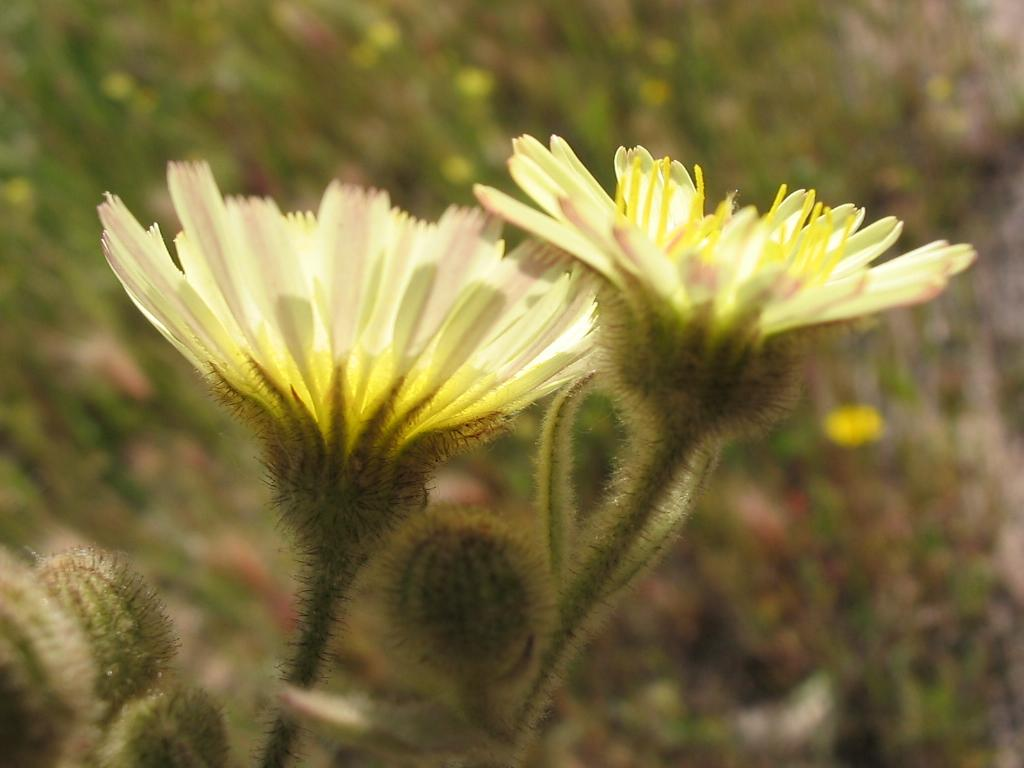
I capolini

Habitus. La forma biologica è terofita scaposa (T scap), ossia in generale sono piante erbacee che differiscono dalle altre forme biologiche poiché, essendo annuali, superano la stagione avversa sotto forma di seme e sono munite di asse fiorale eretto e spesso privo di foglie.
Fusto. La parte aerea del fusto è striata, più o meno ramosa, colorata di grigio-giallastro con superficie pubescente. Questa pianta è alta tra i 1,5 e 6 dm.
Foglie. Le foglie inferiori hanno una forma spatolata con bordi interi o sinuati formati da 3 - 5 denti per lato, profondi ma ottusi. Le foglie cauline sono progressivamente ridotte; le forme tendono ad essere lineari con bordi più o meno interi; sono amplessicauli. Tutte le foglie hanno un portamento eretto-appressato e lungo il caule sono disposte in modo alterno. Dimensione delle foglie inferiori: larghezza 1 – 2 cm; lunghezza 5 – 9 cm.
Infiorescenza. Le infiorescenze sono composte da capolini peduncolati, solitari posti all'apice di rami arcuati. I capolini sono formati da un involucro più o meno cilindrico/campanulato composto da brattee (o squame) disposte su una serie all'interno delle quali un ricettacolo fa da base ai fiori tutti ligulati. Il peduncolo e l'involucro generalmente sono ghiandolosi e ispidi. Le squame più interne sono lunghe 7 mm. Il ricettacolo, nudo (ossia privo di pagliette a protezione della base dei fiori), possiede delle fossette (o alveoli) circondate da ciglia lunghe quasi quanto i fiori. Diametro dei capolini: 15 – 25 mm.
Fiore. I fiori, poco sporgenti dall'involucro, sono tutti del tipo ligulato (il tipo tubuloso, i fiori del disco, presente nella maggioranza delle Asteraceae, qui è assente), sono tetra-ciclici (ossia sono presenti 4 verticilli: calice – corolla – androceo – gineceo) e pentameri (ogni verticillo ha 5 elementi). I fiori sono ermafroditi e zigomorfi.
- Formula fiorale:

*/x K {\displaystyle \infty }, [C (5), A (5)], G 2 (infero), achenio
- Calice: i sepali del calice sono ridotti ad una coroncina di squame.
- Corolla: le corolle sono formate da un tubo e da una ligula terminante con 5 denti; il colore è giallo pallido (a volte screziata di rosso) ed è lunga 10 mm.
- Androceo: gli stami sono 5 con filamenti liberi, mentre le antere sono saldate in un manicotto (o tubo) circondante lo stilo.[16] Le antere alla base sono più o meno acute. Il polline è tricolporato.[17]
- Gineceo: lo stilo è filiforme e peloso sul lato inferiore; gli stigmi dello stilo sono due divergenti. La superficie stigmatica posizionata internamente (vicino alla base).[18] L'ovario è infero uniloculare formato da 2 carpelli.
- Antesi: da aprile a settembre.

Frutti. I frutti sono degli acheni con pappo. Gli acheni, ristretti alla base, sono lunghi 1 – 2 mm; il colore è marrone scuro; la superficie è costata; il pappo, composto da setole fragili, è lungo 6 – 8 mm.

## Biologia
- Impollinazione: l'impollinazione avviene tramite insetti (impollinazione entomogama tramite farfalle diurne e notturne).
- Riproduzione: la fecondazione avviene fondamentalmente tramite l'impollinazione dei fiori (vedi sopra).
- Dispersione: i semi (gli acheni) cadendo a terra sono successivamente dispersi soprattutto da insetti tipo formiche (disseminazione mirmecoria). In questo tipo di piante avviene anche un altro tipo di dispersione: zoocoria. Infatti gli uncini delle brattee dell'involucro si agganciano ai peli degli animali di passaggio disperdendo così anche su lunghe distanze i semi della pianta.

## Distribuzione e habitat

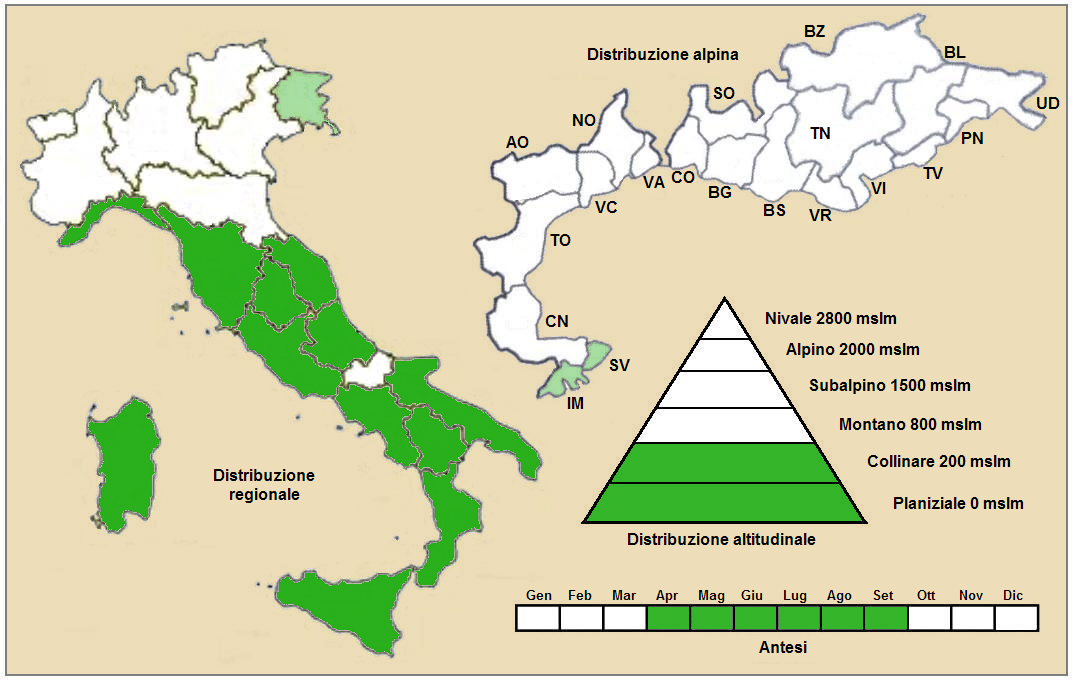
Distribuzione della pianta
(Distribuzione regionale – Distribuzione alpina)

- Geoelemento: il tipo corologico (area di origine) è Mediterraneo occidentale / Euri-Mediterraneo.
- Distribuzione: in Italia questa pianta (comune) è presente soprattutto sul versante tirrenico e nelle isole. Nelle Alpi una possibile presenza è nella Liguria, altrimenti oltre confine è presente in Francia (dipartimenti di Alpes-de-Haute-Provence e Alpes-Maritimes). Sugli altri rilievi europei collegati alle Alpi si trova nel Massiccio Centrale e nei Pirenei.[20] Fuori dall'Europa si trova nella parte mediterranea dell'Africa.[12]
- Habitat: l'habitat tipico sono gli incolti, i pascoli aridi, le garighe e macchie basse; ma anche gli ambienti ruderali, gli affioramenti rocciosi e quelli sabbiosi. Il substrato preferito è siliceo con pH acido, bassi valori nutrizionali del terreno che deve essere secco.[20]
- Distribuzione altitudinale: sui rilievi queste piante si possono trovare fino a 1.200 m s.l.m.; frequentano quindi il seguente piano vegetazionale: collinare (oltre a quello planiziale – a livello del mare).

### Fitosociologia

#### Areale alpino
Dal punto di vista fitosociologico alpino Andryala integrifolia appartiene alla seguente comunità vegetale:
Formazione: delle comunità pioniere a terofite e succulente.
Classe: Thero-Brachypodietea
Ordine: Tuberarietalia gattatae

#### Areale italiano
Per l'areale completo italiano Andryala integrifolia appartiene alla seguente comunità vegetale:
Macrotipologia: vegetazione erbacea sinantropica, ruderale e megaforbieti.
Subclasse: Stellarienea mediae
Ordine: Solano nigri-Polygonetalia convolvuli (Sissingh in Westhoff, Dijk, Passchier & Sissingh, 1946) O. Bolòs, 1962
Alleanza: Chenopodion botryos Brullo & Marceno, 1980
Descrizione. L'alleanza Chenopodion botryos è relativa alle vegetazioni infestanti le colture sarchiate e fertilizzate, su suoli acidi e non irrigate durante i mesi estivi. I piani climatici interessati sono due: termo- e mesomediterraneo. L’alleanza è distribuita in Sicilia e nella Penisola Italiana meridionale. Risulta, inoltre, distribuita nelle zone più calde dell’Europa meridionale (Francia meridionale, Spagna centrale e meridionale, Dalmazia, Balcani) e in Nord-Africa. L’alleanza include comunità infestanti, terofitiche.
Specie presenti nell'associazione: Brassica fruticulosa, Chenopodium botrys, Chenopodium album, Chenopodium vulvaria, Portulaca oleracea, Sonchus oleraceus, Andryala integrifolia, Anagallis arvensis, Convolvulus arvensis e Euphorbia chamaesyce.

## Tassonomia
La famiglia di appartenenza di questa voce (Asteraceae o Compositae, nomen conservandum) probabilmente originaria del Sud America, è la più numerosa del mondo vegetale, comprende oltre 23.000 specie distribuite su 1.535 generi, oppure 22.750 specie e 1.530 generi secondo altre fonti (una delle checklist più aggiornata elenca fino a 1.679 generi). La famiglia attualmente (2021) è divisa in 16 sottofamiglie.
Il genere Andryala comprendente una ventina di specie delle quali quattro sono proprie della flora spontanea italiana.

### Filogenesi
Il genere di questa voce appartiene alla sottotribù Hieraciinae della tribù Cichorieae (unica tribù della sottofamiglia Cichorioideae). In base ai dati filogenetici la sottofamiglia Cichorioideae è il terz'ultimo gruppo che si è separato dal nucleo delle Asteraceae (gli ultimi due sono Corymbioideae e Asteroideae). La sottotribù Hieraciinae fa parte del "quinto" clade della tribù; in questo clade è posizionata alla base ed è "sorella al resto del gruppo comprendente, tra le altre, le sottotribù Microseridinae e Cichoriinae.
Il nucleo della sottotribù Hieraciinae è l'alleanza Hieracium - Pilosella (comprendenti la quasi totalità delle specie della sottotribù - oltre 3000 specie) e formano (insieme ad altri generi minori) un "gruppo fratello". Il genere di questa voce, nell'ambito della sottotribù occupa una posizione "basale": è il primo gruppo che si è separato.
I caratteri distintivi per la specie di questa voce sono:
- le foglie inferiori hanno delle forme da lanceolate a oblanceolato-spatolate;
- il diametro dei capolini è di 2,5 cm;
- le squame dell'involucro sono disposte su una sola serie;
- nel ricettacolo sono presenti delle fossette;
- i fiori sono un poco più lunghi dell'involucro;
- il colore dei fiori è giallo pallido con screziature di rosso.

Il numero cromosomico di A. integrifolia è: 2n = 18 e 20.

### Variabilità
Andryala integrifolia è una specie variabile che, secondo Pignatti, meriterebbe uno studio più approfondito. Le varietà si manifestano soprattutto nella polimorfia delle foglie: queste possono presentarsi più o meno intere, oppure dentellate, oppure con 2 - 4 copie di grossi denti acuti, oppure con bordi sinuato-lobati (in passato questo carattere individuava il taxon Andryala sinuata L., ora considerato sinonimo). Altre varietà si presentano con un habitus gracile, con fusti prostrati, foglie a forma lineare e capolini con diametro minore (Italia centrale-meridionale). Questi ultimi caratteri sono associati alla specie "inclusa" Andryala tenuifolia (Tineo) DC. (nel passato spesso individuata come variante: Andryala integrifoglia var. diffusa (Jan) DC.).
Per questa specie è riconosciuta la seguente sottospecie (oltre alla subsp. integrifolia):
- Andryala integrifolia L. subsp. perennas Maire & Weiller, 1940 - Distribuzione: Marocco.

### Ibridi
Con la specie Andryala ragusina L., 1763 la pianta di questa voce forma il seguente ibrido interspecifico:
- Andryala × brievaensis García Adá, 1992

### Specie simili
Andryala integrifolia è sostituita nell'areale del Mediterraneo orientale dalla specie simile Andryala dentata. Le due specie hanno una zona di contatto nell'Italia continentale, in Sicilia e a Pantelleria ma sono morfologicamente distinte (nella A. dentata il colore dei fiori è giallo dorato e sono lunghi il doppio dell'involucro) e sono state nettamente separate dal punto di vista della filogenesi molecolare.

### Sinonimi
Questa entità ha avuto nel tempo diverse nomenclature. L'elenco seguente indica alcuni tra i sinonimi più frequenti:
- Andryala allochroa  Hoffmanns. & Link
- Andryala ampelusia  Maire
- Andryala cedretorum  Maire
- Andryala corymbosa  Lam.
- Andryala diffusa  Jan ex DC.)
- Andryala dissecta  Hoffmanns. & Link
- Andryala gracilis  Pau
- Andryala humilis   Font Quer
- Andryala integrifolia var. ampelusia (Maire) Dobignard
- Andryala integrifolia var. cedretorum (Maire) Dobignard
- Andryala integrifolia subsp. perennans Maire & Weiller
- Andryala lanata   Vill.
- Andryala minuta   Lojac.
- Andryala mollis   Asso
- Andryala parviflora  Lam.
- Andryala reboudiana  Pomel
- Andryala runcinata  Pers.
- Andryala sinuata  L.
- Andryala undulata  C.Presl
- Andryala uniflora  Schrank
- Crepis incana  Lapeyr.
- Hieracium andryala  E.H.L.Krause
- Rothia cheiranthifolia  Roth
- Rothia lanata  Bubani
- Rothia runcinata   Roth

## Altre notizie
La andriala a foglie intere in altre lingue è chiamata nei seguenti modi:
- (DE)  Ganzblättrige Andryala
- (FR)  Andryala à feuilles entières